# Уилям Хъгинс
Сър Уилям Хъгинс (на английски: William Huggins) е английски астроном, най-известен с пионерската си работа по астрономическата спектроскопия заедно с жена си Маргарет Линдзи Хъгинс.

## Биография
Роден е на 7 февруари 1824 г. в Корнхил, Мидълсекс, Англия. През 1875 г. се жени за Маргарет Линдзи, която също се интересува от астрономия и научни изследвания. Тя поощрява фотографиите на съпруга си и помага с поставянето на систематичната основа.
Хъгинс си построява собствена обсерватория в Лондон, откъдето той и жена му провеждат обширни наблюдения на спектралните емисионни и абсорбционни линии на различни космически обекти. На 29 август 1864 г. Хъгинс става първият човек, разгледал спектъра на планетарна мъглявина, когато анализира NGC 6543. Той също е и първият, разграничил мъглявините от галактиките, като показва, че някои имат чист емисионен спектър с характеристики на газ (като Орион), докато други имат спектрални характеристики на звезди (като Андромеда). Съседът на Хъгинс, химикът Уилям Ален Милър, му помага с анализа на спектрите. Хъгинс е и първият, приложил фотографията с желатинов процес при правенето на снимки на астрономически обекти.
Имайки наблюдения върху Сириус, който показва червено отместване през 1868 г., Хъгинс прави хипотеза, че радиалната скорост на звездата може да бъде изчислена.
През 1867 г. Хъгинс печели златен медал на Кралското астрономическо дружество заедно с Уилям Ален Милър. По-късно служи като президент на астрономическото дружество от 1876 до 1878 г. и получава златен медал още веднъж (този път сам) през 1885 г. Работи като офицер на Кралското астрономическо дружество общо 37 години, повече от който и да е друг.
Хъгинс е избран за член на Британското кралско научно дружество през юни 1865 г., получава Кралски медал през 1866 г., медал Ръмфорд през 1880 и медал Копли през 1898 и изнася Бейкърова лекция през 1885 г. След това служи като президент на Кралското дружество от 1900 до 1905 г.
Умира в дома си в Лондон след операция на херния на 12 май 1910 г.

## Отличия и награди
Отличия
- Рицар на Ордена на банята, 22 юни 1897 г.[6]
- Орден за заслуги, връчен от крал Едуард VII на 8 август 1902 г.[7]

Награди
- Кралски медал (1866)
- Златен медал на Кралсткото астрономическо дружество (с Уилям Ален Милър през 1867 г., сам през 1885 г.)
- Медал Ръмфорд (1880)
- Награда Валз (1882)[8]
- Член на Кралска шведска академия на науките (1883)
- Медал Копли (1898)
- Медал Хенри Дрейпър от Националната академия на науките на САЩ (1901)[9]
- Медал Брус (1904)

В чест на Уилям Хъгинс са наречени кратери на Луната и Марс, както и астероидът 2635 Хъгинс.

## Публикации
- 1870: Spectrum analysis in its application to the heavenly bodies. Manchester, (Science lectures for the people; series 2, no. 3)
- 1872: (editor) Spectrum analysis in its application to terrestrial substances and the physical constitution of heavenly bodies by H. Schellen, translated by Jane and Caroline Lassell, link from HathiTrust.
- 1899: (with Lady Margaret Lindsay Huggins): An Atlas of Representative Stellar Spectra from {\displaystyle \lambda }4870 to {\displaystyle \lambda }3300, together with a discussion of the evolution order of the stars, and the interpretation of their spectra; preceded by a short history of the observatory. London, (Publications of Sir William Huggins's Observatory; v. 1)
- 1906: The Royal Society, or, Science in the state and in the schools. London.
- 1909: The Scientific Papers of Sir William Huggins; edited by Sir William and Lady Huggins. London, (Publications of Sir William Huggins's Observatory; v. 2)